# Anna Lluch
Anna María Lluch Hernández (Valencia, 13 de febrero de 1949) es una médica española e investigadora en oncología, especializada en cáncer de mama. Es catedrática de Medicina en la Universidad de Valencia y jefa del Servicio de Hematología y Oncología del Hospital Clínico Universitario de Valencia.

## Biografía
Aunque nacida en Valencia, fue criada en Bonrepòs i Mirambell y es vecina de Meliana.
El año 1978 se graduó en la Facultad de Medicina y Odontología por la Universidad de Valencia y realizó la residencia en la especialidad de Hematología y Oncología Médica en el Hospital Clínico Universitario de Valencia. En el año 1985 obtuvo el doctorado por la Universidad de Valencia y el premio Extraordinario de Doctorado. Es profesora titular de Medicina desde 1986.
Ha trabajado como investigadora invitada en el Istituto Nazionale dei Tumori de Milán, el Laboratorio de Biología Experimental y el Hospital MD Anderson Cancer Center de Houston en el Servicio de Cáncer de Mama, donde conoció al profesor Gabriel Hortobagyi, uno de los expertos destacados en cáncer de mama.
Es miembro de la Sociedad Española de Oncología Médica, de la que ha sido vocal de la Junta Directiva, de la European Society for Medical Oncology y de la American Society of Clinical Oncology, vicepresidenta de la Sociedad Española de Senologia y miembro de la Fundación de Estudios Mastològics. Ha ejercido como asesora del Programa de Diagnóstico Precoz de Cáncer de Mama de la Comunidad Valenciana, ha formado parte del Comité Asesor del Plan del Cáncer y fue miembro del Comité Asesor del Programa de Cáncer Hereditario al País Valenciano. También es investigadora de la Fundación de Investigación del Hospital Clínico y miembro de la Fundación ECO (Excelencia y Calidad de la Oncología) y es miembro de la Unidad de Investigación Clínica de Cáncer de Mama del Centro Nacional de Investigaciones Oncológicas.
Desde el año 2014 es académica de número de la Real Academia de Medicina y Ciencias de la Comunidad Valenciana.
Es Investigadora principal en 10 proyectos del Fondo de Investigación Sanitaria del Instituto de Salud Carlos III, ha colaborado en 16 proyectos de investigación competitivos y ha dirigido más de 20 tesis doctorales.
Ha publicado más de 200 artículos científicos en revistas nacionales e internacionales, se pueden consultar a Google Académico - Google Scholar así como en 1999 el libro Cáncer de mama.

## Premios y reconocimientos
Su trayectoria en la investigación y el tratamiento del cáncer de mama la ha hecho merecedora de varios galardones:
- En 2020, fue distinguida con la Medalla de Honor de la Red Vives de Universidades.
- En 2019, en su homenaje, la figura de Ana Lluch preside la fachada principal del centro de salud de Benimaclet, que forma parte del proyecto Murales interactivos. Mujeres de ciencia, iniciativa impulsada por la Universidad Politécnica de Valencia (UPV) y el centro de innovación Las Naves del Ayuntamiento de València.[8]
- En 2019, la Sanidad valenciana la ha homenajeado con la creación de una beca con su nombre. La beca permitirá que un médico MIR pueda realizar su doctorado en el Centro de Investigación Príncipe Felipe (CIPF).[9]

- En el año 2018, obtiene el Premio a la Mejor Trayectoria Profesional en la categoría de investigación, otorgado por la Organización Médica Colegial (OMC).[10]

- 2017: Premio a la excelencia de investigación e innovación 2017 de la Unión Profesional de Valencia.[11]

- 2014: Medalla de la Universidad de Valencia[1]
- 2013: Premio evap/BPW, de la Asociación de Empresarias y Profesionales de Valencia.[12]
- Premio Salud y Sociedad, de la Conselleria de Sanidad.[1][3]
- 2010: Alta Distinción de la Generalidad Valenciana al Mérito Científico.[1][3][13]
- 2007: Premio Isabel Ferrer, de la Conselleria de Bienestar Social[1][3][14]